# Ципар
Ципар (рум. Țipar) — село у повіті Арад в Румунії. Входить до складу комуни Сінтя-Маре.
Село розташоване на відстані 415 км на північний захід від Бухареста, 42 км на північний схід від Арада, 85 км на північ від Тімішоари.

## Населення
За даними перепису населення 2002 року у селі проживали 1403 особи.
Національний склад населення села:
| Національність | Кількість осіб | Відсоток |
| -------------- | -------------- | -------- |
| угорці         | 582            | 41,5%    |
| румуни         | 481            | 34,3%    |
| словаки        | 242            | 17,2%    |
| німці          | 55             | 3,9%     |
| цигани         | 42             | 3,0%     |

Рідною мовою назвали:
| Мова      | Кількість осіб | Відсоток |
| --------- | -------------- | -------- |
| угорська  | 617            | 44,0%    |
| румунська | 492            | 35,1%    |
| словацька | 243            | 17,3%    |
| німецька  | 50             | 3,6%     |